# Nescicroa heinrichi
Nescicroa heinrichi är en insektsart. Nescicroa heinrichi ingår i släktet Nescicroa och familjen Diapheromeridae.

## Underarter
Arten delas in i följande underarter:
- N. h. heinrichi
- N. h. rufescens